# Aggro Ansage Nr.1
Aggro Ansage Nr.1 jest pierwszą z części składanek wydawanych przez wytwórnię Aggro Berlin. Na płycie możemy usłyszeć: Bushido, Fler, Sido, B-Tight (Alles Ist Die Sekte).

## Lista utworów
1. Aggroberlin	– Intro	1.49
2. Sido, Bushido, B-Tight	– Aggro	4.19
3. B-Tight	– Märkisches Viertel	3.16
4. Bushido, Fler	– Cordon Sport Massenmord	3.49
5. Sido	– Arschficksong	3.30
6. Bushido	– Boss	3.39
7. Alles Ist Die Sekte	– Alles Ist Die Sekte	4.02